# Stadio del ghiaccio di Pergine Valsugana
Lo stadio del ghiaccio è un complesso sportivo di Pergine. Viene utilizzato come impianto di casa nelle partite della locale squadra di hockey ma anche per eventi di velocità sul ghiaccio e pattinaggio artistico.
Nel corso degli anni la struttura, in grado di ospitare complessivamente 1.500 spettatori sugli spalti, ha ospitato anche manifestazioni musicali fiere, esposizioni ed è presente anche una palestra di roccia.